# Peter Woulfe
Peter Woulfe (* 1727?; † 1803) war ein irischer Chemiker und Mineraloge, der als Erster die Idee hatte, dass Wolframit ein bis dahin unbekanntes chemisches Element enthalten könnte.
Woulfe berichtete von der Bildung eines gelben Farbstoffs, wenn Indigo mit Salpetersäure behandelt wird. Später wurde entdeckt, dass er Pikrinsäure synthetisiert hatte, welche schließlich als Farbstoff, Sprengstoff und Antiseptikum bei Verbrennungen eingesetzt wurde.
Außerdem ist er der Erfinder des Woulfe’schen Apparats (Woulfesche Flasche), einer zwei- oder dreihalsigen Flasche, die vor allem als Kondensationsvorrichtung für Dämpfe und Gase verwendet wird, aber auch um Flüssigkeiten mit Gasen zu behandeln oder Gase zu waschen.